# 기샤미치

기샤미치

기샤미치(일본어: 汽車道, 일본어로 '철로길'이라는 의미. 영어: Kishamichi Promenade)는 가나가와현 요코하마시 사쿠라기초역 앞과 신항 지구를 연결하는 철도 폐선을 이용한 산책로이다. 항만 환경 정비 시설로 정비되어 있다. 일부는 운하 공원에 포함되어 있으며, 미나토미라이 지구 17기구에 해당한다.